# Iphiaulax hastator
Iphiaulax hastator är en stekelart som först beskrevs av Fabricius 1804.  Iphiaulax hastator ingår i släktet Iphiaulax och familjen bracksteklar. Inga underarter finns listade i Catalogue of Life.